# 永楽 (方臘)
永楽（えいらく）は宋代に発生した方臘の乱の指導者、方臘が建てた私年号。1120年 - 1121年

## 西暦との対照表
| 永楽 | 元年   | 2年    |
| 西暦 | 1120年 | 1121年 |
| 干支 | 庚子   | 辛丑   |